# Timuquana Country Club
De Timuquana Country Club bevindt zich in Jacksonville in de Amerikaanse staat Florida. Hij werd in 1923 opgericht.
De golfbaan, die door Donald Ross werd ontworpen, ligt voor een deel langs de St. Johns River. De baan is vernoemd naar de Timucuan, een indianenstam die vroeger langs de rivier woonde. Op 12 februari 1923 werden de oprichtingsstatuten ondertekend. Drie maanden later had de club 185 leden.
De 18-holes baan werd aangelegd door de bossen. Twee leden schonken de club geld om 65 bunkers aan te leggen. In 1929 schonk een ander lid geld om een steiger bij de rivier te bouwen. Niet lang daarna voelde de club de gevolgen van de Grote Depressie. Het ledental zakte naar 51, de manager werd ontslagen en de club overleefde.
Na de Tweede Wereldoorlog kreeg de club een zwembad. Rond 1950 werd de baan door Robert Trent Jones veranderd en in 1957 werden de plannen goedgekeurd om het clubhuis te renoveren en uit te breiden. Het vernieuwde clubhuis werd in december 1958 heropend.
In 1996 werd de baan opnieuw gerenoveerd.

## Toernooien
De USGA (Amerikaanse golffederatie) heeft op dezxe baan een aantal golftoernooien georganiseerd, zoals:
- Southern Amateur
- Florida State Amateur Tournament: 1928
- Sectional qualifying voor het US Amateur: 1955, 1966, 1970, 1973 en 1976
- Sectional qualifying voor het US Open: 2016
- US Senior Amateur: 2002
- US Women’s Amateur Four-Ball: 2019[1]

## Bekende leden
- David Duval
- Steve Melnyk, hij won in 1969 het US Amateur en in 1971 het British Amateur en speelde in de Walker Cup in 1969 en 1971; van 1971 tot 2009 was hij professional.